# Ronde van Nederland 2003
De Ronde van Nederland 2003 is een wielerwedstrijd die werd gewonnen door Vjatsjeslav Jekimov.

## Etappe-uitslagen
| Datum | Etappe   | Parcours                      | Afstand | Winnaar             | Tweede              | Derde             | Leider              |
| ----- | -------- | ----------------------------- | ------- | ------------------- | ------------------- | ----------------- | ------------------- |
| 19/8  | Etappe 1 | Middelburg - Rotterdam        | 180 km  | Alessandro Petacchi | Erik Zabel          | Robbie McEwen     | Alessandro Petacchi |
| 20/8  | Etappe 2 | Apeldoorn - Nijkerk           | 190 km  | Alessandro Petacchi | Erik Zabel          | Marco Zanotti     | Alessandro Petacchi |
| 21/8  | Etappe 3 | Coevorden - Denekamp          | 86 km   | Erik Zabel          | Robbie McEwen       | Bradley McGee     | Alessandro Petacchi |
| 21/8  | Etappe 4 | Nordhorn - Denekamp (tijdrit) | 23 km   | Vjatsjeslav Jekimov | Víctor Hugo Peña    | Fabian Cancellara | Vjatsjeslav Jekimov |
| 22/8  | Etappe 5 | Kleef - Sittard               | 195 km  | Rik Reinerink       | Alessandro Petacchi | Erik Zabel        | Vjatsjeslav Jekimov |
| 22/8  | Etappe 6 | Sittard/Geleen - Landgraaf    | 215 km  | Bradley McGee       | Óscar Freire        | Xavier Florencio  | Vjatsjeslav Jekimov |

## Eindklassement
| Algemeen Klassement | Algemeen Klassement | Algemeen Klassement | Algemeen Klassement |
| ------------------- | ------------------- | ------------------- | ------------------- |
| 1.                  | Vjatsjeslav Jekimov | Rusland             | 20u 41' 48"         |
| 2.                  | Bradley McGee       | Australië           | + 26"               |
| 3.                  | Serhij Hontsjar     | Oekraïne            | + 34"               |
| 4.                  | Fabian Cancellara   | Zwitserland         | + 37"               |
| 5.                  | Xavier Florencio    | Spanje              | + 44"               |
| 6.                  | Marc Wauters        | België              | + 47"               |
| 7.                  | Michael Boogerd     | Nederland           | + 1' 03"            |
| 8.                  | Óscar Freire        | Spanje              | + 1' 11"            |
| 9.                  | Bart Voskamp        | Nederland           | + 1' 17"            |
| 10.                 | Víctor Hugo Peña    | Colombia            | + 1' 23"            |

| Puntenklassement | Puntenklassement    | Puntenklassement | Puntenklassement |
| ---------------- | ------------------- | ---------------- | ---------------- |
| 1.               | Erik Zabel          | Duitsland        | 49 punten        |
| 2.               | Alessandro Petacchi | Italië           | 42 punten        |
| 3.               | Bradley McGee       | Australië        | 29 punten        |
| 4.               | Tom Boonen          | België           | 22 punten        |
| 5.               | Vjatsjeslav Jekimov | Rusland          | 20 punten        |

| Tussensprintklassement | Tussensprintklassement | Tussensprintklassement | Tussensprintklassement |
| ---------------------- | ---------------------- | ---------------------- | ---------------------- |
| 1.                     | Bert Hiemstra          | Nederland              | 24 punten              |
| 2.                     | René Andrle            | Tsjechië               | 8 punten               |
| 3.                     | Gerben Löwik           | Nederland              | 5 punten               |
| 4.                     | Wilfried Cretskens     | België                 | 5 punten               |
| 5.                     | Ángel Castresana       | Spanje                 | 3 punten               |

| Jongerenklassement | Jongerenklassement | Jongerenklassement | Jongerenklassement |
| ------------------ | ------------------ | ------------------ | ------------------ |
| 1.                 | Fabian Cancellara  | Zwitserland        | 20u 42' 25"        |
| 2.                 | Xavier Florencio   | Spanje             | + 07"              |
| 3.                 | Tom Boonen         | België             | + 51"              |
| 4.                 | Kim Kirchen        | Luxemburg          | + 1' 05"           |
| 5.                 | Daniel Becke       | Duitsland          | + 1' 30"           |

| Ploegenklassement | Ploegenklassement                  | Ploegenklassement |
| ----------------- | ---------------------------------- | ----------------- |
| 1.                | Rabobank                           | 62u 08' 01"       |
| 2.                | US Postal presented by Berry Floor | + 18"             |
| 3.                | ONCE-Eroski                        | + 1' 21"          |
| 4.                | Quick Step-Davitamon               | + 2' 19"          |
| 5.                | Fassa Bortolo                      | + 2' 33"          |

## Deelnemende ploegen
| - Fassa Bortolo - Rabobank - US Postal presented by Berry Floor - Quick Step-Davitamon - Team Telekom | - Team Fakta - Team CSC - Bankgiroloterij Cycling Team - Lotto-Domo - Vini Caldirola-SO.DI | - De Nardi-Colpack - Team Bianchi - FDJeux.com - ONCE-Eroski - Landbouwkrediet-Colnago |

1948 · 1949 · 1950 · 1951 · 1952 · 1953 · 1954 · 1955 · 1956 · 1957 · 1958 · 1959 · 1960 · 1961 · 1962 · 1963 · 1964 · 1965 · 1966 · 1967 · 1968 · 1969 · 1970 · 1971 · 1972 · 1973 · 1974 · 1975 · 1976 · 1977 · 1978 · 1979 · 1980 · 1981 · 1982 · 1983 · 1984 · 1985 · 1986 · 1987 · 1988 · 1989 · 1990 · 1991 · 1992 · 1993 · 1994 · 1995 · 1996 · 1997 · 1998 · 1999 · 2000 · 2001 · 2002 · 2003 · 2004 · 2005 · 2006 · 2007 · 2008 · 2009 · 2010 · 2011 · 2012 · 2013 · 2014 · 2015 · 2016 · 2017 · 2018 · 2019 · 2020 · 2021 · 2022 · 2023 · 2024